# Proces van Tokio
Het Proces van Tokio is het strafrechtelijke proces dat werd gehouden om Japanse oorlogsmisdadigers uit de Tweede Wereldoorlog te berechten. Het proces duurde van 3 mei 1946 tot 12 november 1948. Het proces werd gehouden in de rechtbank van Ichigaya in de oostelijke wijk Shinjuku van de hoofdstad Tokio.
In totaal stonden 28 mannen terecht. Het tribunaal, officieel het Internationaal Militair Tribunaal voor het Verre Oosten geheten, bestond uit elf rechters, één uit elk der overwinnende landen (Australië, Brits-Indië, Canada, Kwomintang-China, Frankrijk, Nederland, Nieuw-Zeeland, de Filipijnen, de Sovjet-Unie, het Verenigd Koninkrijk en de Verenigde Staten, onderdeel van de bredere geallieerde mogendheden). 
In tegenstelling tot het Proces van Neurenberg verliep het Proces van Tokio minder soepel. Er waren diverse dissenting opinions (afwijkende meningen) over de toepassing van de doodstraf op bepaalde verdachten. Ter illustratie: India vond dat alle verdachten vrijgesproken dienden te worden, Frankrijk kon op procesrechtelijke gronden niet akkoord gaan met het meerderheidsvonnis en de Nederlandse rechter B.V.A. Röling vond dat vijf verdachten, onder wie de ter dood veroordeelde Koki Hirota, vrijgesproken dienden te worden.
Uiteindelijk werden op 23 november 1948 zeven verdachten ter dood veroordeeld:
- Hideki Tojo – opperbevelhebber en premier (1941-1944)
- Kenji Doihara – commandant van het 5e Leger (1939-1940), commandant van de 7e Legergroep (Japan) (1944-1945)
- Seishiro Itagaki – stafchef van het Kwantungleger (1936-1937), minister van Oorlog (1938-1939)
- Iwane Matsui – commandant Legergroep Centraal-China (1937-1938)
- Akira Muto – stafchef van de 14e Legergroep (Japan) in de Filipijnen
- Heitaro Kimura – stafchef van het Kwantungleger (1940-1941), vice-minister van Oorlog (1941-1943), commandant Legergroep Birma (1944-1945)
- Koki Hirota – Premier (1936-1937), Minister van Buitenlandse Zaken (1933-1936 en 1937-1938)

Zestien verdachten werden veroordeeld tot levenslange gevangenisstraf, twee kregen tijdelijke gevangenisstraffen en de overige drie werden vrijgesproken.
In veel geallieerde gebieden werden daarnaast plaatselijke rechtszaken gevoerd tegen de ongeveer 4.000 Japanners die beschuldigd werden van oorlogsmisdaden en misdaden tegen de menselijkheid. In Nederlands-Indië waren er voor dit doel in de periode 1946-1949 twaalf Temporaire Krijgsraden opgezet.

## Rechters

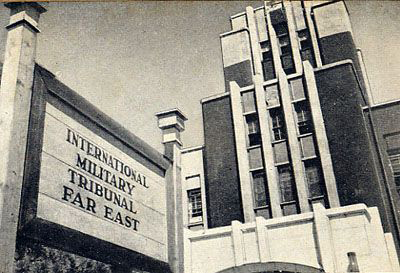
Het Tribunaal kwam bijeen in de rechtbank van Ichigaya in de Tokiose wijk Shinjuku

| Land                | Rechter                    | Achtergrond                                                                                    |
| ------------------- | -------------------------- | ---------------------------------------------------------------------------------------------- |
| Australië           | William Webb               | Hooggerechtshof van Australië President van het Tribunaal                                      |
| Brits-Indië         | Radhabinod Pal             | Universiteit van Calcutta Rechter bij het Hooggerechtshof in Calcutta                          |
| Canada              | Edward Stuart McDougall    | Hof van beroep van Québec                                                                      |
| China               | Mei Ju-ao                  | Lid van de Wetgevende Yuan                                                                     |
| Filipijnen          | kolonel Delfin Jaranilla   | Procureur-generaal Hooggerechtshof van de Filipijnen                                           |
| Frankrijk           | Henri Bernard              | Militair Tribunaal in Parijs                                                                   |
| Nederland           | Bert Röling                | Criminoloog, Universiteit Utrecht                                                              |
| Nieuw-Zeeland       | Erima Harvey Northcroft    | Rechter bij het Hooggerechtshof van Nieuw-Zeeland                                              |
| Sovjet-Unie         | gen.majoor I.M. Zaryanov   | Militaire rechtbank van het hooggerechtshof van de Sovjet-Unie                                 |
| Verenigd Koninkrijk | William Donald Patrick     | Rechter van het gerechtshof van Schotland                                                      |
| Verenigde Staten    | John P. Higgins            | Opperrechter in Massachusetts                                                                  |
| Verenigde Staten    | gen.majoor Myron C. Cramer | Militair aanklager van het Amerikaanse leger Nam de plaats in van rechter Higgins in juli 1946 |